# 塞爾維亞人
塞爾維亞人 是居住於塞爾維亞區域居民稱謂詞，常用於塞爾維亞族人，但是泛指不分種族居住於塞爾維亞的人。在塞爾維亞語中，「Srbi」被用於來自塞爾維亞的塞爾維亞族人，嚴格指由塞爾維亞中心來的塞爾維亞族人，所以塞爾維亞語該詞不包括來自鄰國，例如波斯尼亞、克羅地亞塞爾維亞族人。一般中文使用者亦可能會以「塞爾維亞人」來指「塞爾維亞族」。在1852年的《塞爾維亞語詞典》中，指出：
|  | Srbijanac - čovek iz Srbije （來自塞爾維亞的人）; Srbijanski - koji je iz Srbije （來自塞爾維亞的） |

「Srbijanci」一詞不常用於現代塞爾維亞語中，其中一個解釋是因為來自塞爾維亞的塞爾維亞族人可能會覺得被此詞侮辱。

## 外部連結
- 维基词典中的词条「塞爾維亞人」
- 维基共享资源上的相關多媒體資源：塞爾維亞人